# Nintendo Switch 2
La Nintendo Switch 2 es una consola de videojuegos desarrollada por Nintendo. Es la sucesora de la Nintendo Switch y fue anunciada oficialmente el 16 de enero de 2025. Su presentación oficial se celebró en el Nintendo Direct del 2 de abril de 2025 y fue lanzada el 5 de junio del mismo año en la mayoría de los países.
La consola comenzó su desarrollo en 2019, con un enfoque en la retrocompatibilidad con los videojuegos de Nintendo Switch. Al igual que Switch, Switch 2 utiliza diferentes modos que permiten que el dispositivo se use como una portátil, similar a una tableta, o se acople cuando se conecte a una pantalla externa, utilizando el dock. Presenta mejoras respecto a su predecesora, que incluyen una pantalla de cristal líquido más grande, más almacenamiento interno y controladores Joy-Con actualizados (denominados Joy-Con 2), que se adhieren magnéticamente al sistema horizontalmente.
Los videojuegos están disponibles a través de tarjetas de juego físicas y de forma digital a través de la Nintendo eShop. Algunos títulos ofrecen versiones físicas llamadas tarjetas llave de juego, que carecen de datos en la tarjeta en sí y requieren que el usuario descargue su contenido a través de Internet. Algunos videojuegos de Switch pueden aprovechar el mayor rendimiento de Switch 2 a través de actualizaciones gratuitas o de pago. También conserva el servicio Nintendo Switch Online requerido para algunos videojuegos multijugador, y para proporcionar acceso a la biblioteca de videojuegos emulados de Nintendo Classics de consolas más antiguas. Los títulos de Nintendo GameCube se anunciaron como exclusivos de la Switch 2 bajo el nivel de paquete de expansión. El nuevo botón ubicado en el Joy-Con 2 derecho, que en su leyenda registra una «C», habilita la función de GameChat, una característica que permite a los jugadores chatear de forma remota, compartir sus pantallas y retransmitir imágenes desde una cámara web.
Nintendo reveló la consola el 16 de enero de 2025, mientras que el 2 de abril anunció sus especificaciones completas y su fecha de lanzamiento. Los pedidos anticipados comenzaron el 9 de abril después de su revelación, con demoras que afectaron a Estados Unidos y Canadá debido a las medidas arancelarias en el gobierno de Donald Trump.

## Historia
Nintendo lanzó la Nintendo Switch original el 3 de marzo de 2017, desarrollada tras el fracaso comercial de la Wii U. La Switch se promocionó como una consola híbrida con modo portátil y de sobremesa acoplada, con mandos Joy-Con que podían separarse de la unidad principal para alternar en estas configuraciones. En comparación con las demás consolas del mercado en ese momento, incluidas PlayStation 4 y Xbox One, la Switch utilizaba un hardware computacional menos potente para mantener el precio de la unidad bajo pero suficiente para impulsar el tipo de juegos que Nintendo suele publicar, parte de la estrategia del océano azul a largo plazo de la compañía para diferenciarse de los demás fabricantes de consolas. La Switch se convirtió en la consola doméstica más vendida de Nintendo y, en 2023, en la tercera videoconsola más vendida en general tras la PlayStation 2 y la Nintendo DS. En el momento del anuncio de la Switch 2 en enero de 2025, la Switch había vendido más de 146 millones de unidades en todo el mundo.
En una sesión de preguntas y respuestas a los accionistas en junio de 2023, el presidente de Nintendo, Shuntaro Furukawa, declaró que Nintendo pretendía que la transición entre Nintendo Switch y su sucesora fuera fluida para los consumidores, y que planeaba mantener el sistema Nintendo Account de la consola. Al mes siguiente, Video Games Chronicle informó de que Nintendo había enviado kits de desarrollo de software para su próxima consola a socios desarrolladores y que Nintendo quería evitar la escasez que habían sufrido en su lanzamiento las otras consolas de novena generación, la PlayStation 5 y la Xbox Series X/S. Nintendo mostró la consola en una presentación privada durante la Gamescom en agosto; entre las demostraciones técnicas había una versión del juego de Switch The Legend of Zelda: Breath of the Wild que se ejecutaba a una mayor velocidad de fotogramas y resolución, y la demo de Unreal Engine 5, The Matrix Awakens.
El 7 de mayo de 2024, Furukawa reconoció oficialmente el desarrollo de la sucesora de Nintendo Switch, afirmando que se revelaría más información a finales de ese año fiscal. Los rumores de una nueva consola persistieron hasta 2024, y en el Consumer Electronics Show de 2025, celebrado a principios de enero, varios vendedores de accesorios de terceros destacaron el equipo previsto para la Switch 2, lo que llevó a Nintendo a emitir un comunicado en el que afirmaba que ninguna de las maquetas utilizadas en la feria era oficial.
El 16 de enero de 2025, la Switch 2 fue revelada a través de los canales oficiales de Nintendo, presentando su nuevo diseño y los mandos Joy-Con magnéticos, así como un adelanto de un próximo juego de Mario Kart. Un Nintendo Direct centrado en la consola fue anunciado para el 2 de abril de ese mismo año.
Inicialmente se esperaba que la consola se lanzara a finales de 2024, pero en febrero Bloomberg News informó de que Nintendo había comunicado a los editores que retrasaba el lanzamiento hasta principios de 2025. The Nikkei, corroborando a Bloomberg, informó de que el retraso era para evitar la escasez y la reventa. Las acciones de Nintendo cayeron casi un seis por ciento tras el retraso notificado. En agosto de 2024, GamesIndustry.biz y Eurogamer informaron de que la consola no se lanzaría antes de abril de 2025. El editor de juegos y fabricante de accesorios Nacon anticipó que la consola saldría a la venta dentro del año fiscal de Nintendo, que comienza en abril y finaliza el 30 de septiembre de 2025.
El 16 de enero de 2025 fue anunciada a través de un corto tráiler en los canales oficiales de Nintendo, donde se mostraba la transición de la Nintendo Switch a la Switch 2.

#### Precio y aranceles de Estados Unidos
Los analistas de Bloomberg L.P pronosticaron que la Switch 2 se lanzaría a un precio inicial superior a los 400 dólares estadounidenses, en espera del impacto de los aranceles impuestos en Estados Unidos que entraron en vigencia en abril de 2025, Sin embargo, afirmaron que se proyectaba que la consola tuviera un fuerte lanzamiento ayudado por su software exclusivo y la compatibilidad con la biblioteca de Switch.  El precio de la Switch 2 finalmente se reveló en 450 dólares, 50 % más que la Switch original en su lanzamiento, y provocó críticas por ser visto como excesivo.  Nintendo anunció que los juegos de Switch 2 se venderían por 80 dólares, lo que provocó críticas adicionales.  El precio hace que Switch 2 se convierta en la consola más cara de Nintendo, y su consola más cara en más de treinta años (cuando se ajusta por la inflación).
El presidente de Nintendo of America, Doug Bowser , declaró que el precio de la Switch 2 no se basó en los aranceles impuestos por la Administración Trump el 2 de abril de 2025, como habían sugerido varias publicaciones, sino que se trata de una consola prémium además de las otras tres versiones de Switch que continuarían vendiendo.  Poco después de que se anunciaran los aranceles, Nintendo retrasó los pedidos anticipados en los Estados Unidos, alegando que requerían «evaluar el impacto potencial de las tarifas y las condiciones del mercado en evolución». También se hizo un retraso similar para los pedidos anticipados canadienses culpando al mismo motivo. Bowser declaró que ya habían estado almacenando unidades de la consola a nivel mundial para poder satisfacer la demanda, y por lo tanto, era poco probable que afectara la fecha de lanzamiento de Switch 2.
Sin embargo, otros analistas han sugerido que los aranceles de Estados Unidos pueden no haber sido un factor importante en el motivo del precio de la Switch 2, citando los precios ya crecientes de las consolas de videojuegos y el hecho de que Canadá y los países en Europa también tienen precios similares, entre otras circunstancias.  Escribiendo en Aftermath, el periodista Luke Plunkett opinó que el aumento de la inflación posterior a la pandemia y la consiguiente crisis del costo de vida probablemente afectarían las ventas de la consola. Algunos fanáticos han hecho campaña para que Nintendo reduzca el precio de la Switch 2 y sus juegos a través de plataformas de redes sociales y en los chats de texto durante las transmisiones en vivo de la compañía.
Los exgerentes de relaciones públicas de Nintendo, Kit Ellis y Krysta Yang, hicieron comentarios sobre la reacción negativa al precio, criticando a Nintendo por omitir los detalles del precio en la transmisión de presentación, lo que Ellis calificó de «falta de respeto al consumidor». Ellis y Yang consideraron que dicha omisión generó confusión, ya que los consumidores tuvieron que buscar esa información en otros lugares, lo que agravó la reacción negativa. Además, sugirieron que la reacción al precio probablemente sorprendió a Nintendo y causó caos interno, y atribuyeron la falta de una declaración clara sobre el tema a los recientes cambios en la gerencia de la compañía, así como al actual equipo de relaciones públicas, que no tuvo que lidiar con una reacción negativa similar en su historia reciente.

## Hardware
El informe de VGC de julio de 2023 afirmaba que la consola, al estilo de la Nintendo Switch, sería de tipo híbrido y podría utilizarse como consola de sobremesa y portátil, con cartuchos ROM para la distribución física de juegos. VGC informó de que la consola se comercializaría inicialmente con una pantalla LCD, en lugar de una OLED, para reducir costes. Sharp Corporation declaró que llevaba suministrando pantallas LCD de Nintendo para la consola desde mediados de 2023, y la empresa de análisis tecnológico Omdia afirmó que probablemente se trataba de pantallas de 8 pulgadas.
El supuesto sistema en un chip de la consola, el Nvidia Tegra T239 (nombre en clave «Drake»), se filtró en el ataque de ransomware 2022 de Nvidia por parte de Lapsus$. Cuenta con una CPU ARM Cortex-A78C de octa-core, una GPU NVIDIA T239 de 12 SM Ampere y 12 GB memoria LPDDR5 de 128 bits. Los correos electrónicos internos de Activision del caso FTC contra Microsoft indicaban que, en términos de potencia, la consola sería similar a las de octava generación, como la PlayStation 4 y la Xbox One, aunque, al parecer, es compatible con la tecnología de supermuestreo de aprendizaje profundo (DLSS) de Nvidia y el trazado de rayos (RTX) para permitir imágenes comparables a las de consolas más recientes.
El 1 de enero de 2025 aparecieron supuestas imágenes de la placa base del sistema. Un usuario de Famiboards calculó entonces, basándose en las dimensiones físicas, que el sistema en un chip se produjo probablemente utilizando un nodo de proceso de 5 nm. Sin embargo, Richard Leadbetter de Digital Foundry llegó a la conclusión de que, en lugar de portar la arquitectura basada en Ampere a un nodo de proceso más pequeño, es más probable que se utilice el actual nodo de proceso de bajo coste de 8 nm de Samsung. Aunque este proceso plantea dificultades en cuanto al rendimiento y la duración de la batería, Leadbetter cree que pueden paliarse gracias a la naturaleza de las plataformas de hardware fijas, que permiten implementar optimizaciones personalizadas.
Junto con los puertos existentes del diseño de la Switch, que incluye un puerto USB-C en la parte inferior que también sirve como su fuente de alimentación y conector dentro de un dock, un conector para auriculares y una ranura para cartuchos, la Switch 2 incluye un segundo puerto USB-C en la parte superior de la unidad, usado para conectar la nueva Nintendo Switch Camera y poder cargarla en modo sobremesa. La Nintendo Switch 2 cuenta con mandos Joy-Con rediseñados (Joy-Con 2) que se conectan a la consola magnéticamente, en lugar del sistema de raíles de la consola anterior. Los Joy-Con existentes y los mandos Joy-Con Pro de la predecesora, Nintendo Switch, son compatibles. Los nuevos mandos Joy-Con 2 también presentan un borde elevado y tienen botones y joysticks más grandes en comparación con la predecesora. Los nuevos Joy-Con 2 todavía cuentan con joysticks analógicos. Los Joy-Con 2 cuentan con sensores ópticos y pueden utilizarse como un mouse de computador. También incluye un nuevo micrófono. El dock incluye en la parte interior un puerto LAN, un puerto HDMI, puerto USB-C para el adaptador de corriente de la Switch 2 y un ventilador integrado. En el exterior cuenta con dos puertos USB-A.
| Detalles técnicos (los espacios en blanco se llenarán o se borrarán a medida que se confirmen) | Detalles técnicos (los espacios en blanco se llenarán o se borrarán a medida que se confirmen) | Detalles técnicos (los espacios en blanco se llenarán o se borrarán a medida que se confirmen) | Detalles técnicos (los espacios en blanco se llenarán o se borrarán a medida que se confirmen) |
| ---------------------------------------------------------------------------------------------- | --- | --- | ---------------------------------------------------------------------------------------------- |
| Tamaño                                                                                         | Aproximadamente 166 mm × 272 mm × 13,9 mm* (con los mandos Joy-Con 2 acoplados) *Mismo grosor que la Nintendo Switch | Aproximadamente 166 mm × 272 mm × 13,9 mm* (con los mandos Joy-Con 2 acoplados) *Mismo grosor que la Nintendo Switch |                                                                                                |
| Peso                                                                                           | 401gr (Con los mandos Joy-Con 2 acoplados: 534gr aproximadamente.) | 401gr (Con los mandos Joy-Con 2 acoplados: 534gr aproximadamente.) |                                                                                                |
| Pantalla                                                                                       | Pantalla táctil capacitiva multitáctil LCD | 7,9 pulgadas (20 cm) |                                                                                                |
| Pantalla                                                                                       | Tasas de refresco | Tasa de refresco variable de hasta 120 fps. |                                                                                                |
| Pantalla                                                                                       | Tecnología HDR | HDR10 |                                                                                                |
| Pantalla                                                                                       | Resolución | 1080p (FHD) |                                                                                                |
| Resolución en Dock                                                                             | Resolución en Dock | - 2160p (4K), 60 fps. - 1440p, 120 fps. - 1080p, 120 fps. - 720p, 120 fps. |                                                                                                |
| CPU/GPU                                                                                        | Procesador a medida fabricado por NVIDIA | GMLX30-A1 |                                                                                                |
| CPU/GPU                                                                                        | Tipo | - Tegra |                                                                                                |
| CPU/GPU                                                                                        | ISA | |                                                                                                |
| CPU/GPU                                                                                        | Velocidad del CPU | |                                                                                                |
| CPU/GPU                                                                                        | Cache L1 | |                                                                                                |
| CPU/GPU                                                                                        | Cache L1 | |                                                                                                |
| CPU/GPU                                                                                        | Arquitectura | ARM |                                                                                                |
| CPU/GPU                                                                                        | Transistores | ?? |                                                                                                |
| CPU/GPU                                                                                        | Densidad | ???? |                                                                                                |
| CPU/GPU                                                                                        | Tamaño del die | ???? |                                                                                                |
| CPU/GPU                                                                                        | TDP | |                                                                                                |
| CPU/GPU                                                                                        | Núcleos CUDA | |                                                                                                |
| CPU/GPU                                                                                        | Litografía | |                                                                                                |
| CPU/GPU                                                                                        | Núcleos totales | |                                                                                                |
| CPU/GPU                                                                                        | Hilos de ejecución | |                                                                                                |
| CPU/GPU                                                                                        | Núcleos principales | |                                                                                                |
| CPU/GPU                                                                                        | Núcleos secundarios | |                                                                                                |
| CPU/GPU                                                                                        | Caché N1 | |                                                                                                |
| CPU/GPU                                                                                        | Caché N1 datos | |                                                                                                |
| CPU/GPU                                                                                        | Caché N2 | |                                                                                                |
| CPU/GPU                                                                                        | Stream Proccesors | |                                                                                                |
| CPU/GPU                                                                                        | TMU | |                                                                                                |
| CPU/GPU                                                                                        | Rendimiento teórico | |                                                                                                |
| CPU/GPU                                                                                        | FP16 | |                                                                                                |
| CPU/GPU                                                                                        | FP32 | |                                                                                                |
| CPU/GPU                                                                                        | FP64 | |                                                                                                |
| CPU/GPU                                                                                        | Pixel rate | |                                                                                                |
| CPU/GPU                                                                                        | Texture rate | |                                                                                                |
| RAM                                                                                            | Interfaz de memoria | 12 6+6GB LPDDR5 |                                                                                                |
| RAM                                                                                            | modelo | h58ge6ak8b |                                                                                                |
| RAM                                                                                            | Soket | BGA |                                                                                                |
| RAM                                                                                            | Fabricante | SK hynix |                                                                                                |
| RAM                                                                                            | Tipo | LPDDR5X |                                                                                                |
| RAM                                                                                            | Ancho de banda máx. | 128 bit |                                                                                                |
| RAM                                                                                            | capacidad | 6x2 =12GB |                                                                                                |
| RAM                                                                                            | Ancho de banda | dual Chanel |                                                                                                |
| RAM                                                                                            | Velocidad | |                                                                                                |
| Inalámbrico                                                                                    | Wi-Fi 6 (IEEE 802.11 a/b/g/n/ac) | Wi-Fi 6 (IEEE 802.11 a/b/g/n/ac) |                                                                                                |
| Inalámbrico                                                                                    | Bluetooth 4.1 | |                                                                                                |
| Sensores                                                                                       | Acelerómetro, giroscopio y sensor de brillo. | Acelerómetro, giroscopio y sensor de brillo. |                                                                                                |
| Batería interna                                                                                | Batería de iones de litio | 3.7 V |                                                                                                |
| Batería interna                                                                                | Capacidad | 5220 mAh. |                                                                                                |
| Batería interna                                                                                | Duración | Aproximadamente 2 y 6,5 horas. |                                                                                                |
| Batería interna                                                                                | Carga de la batería | Aproximadamente 3 horas *mientras el hardware está en modo de suspensión |                                                                                                |
| Altavoces                                                                                      | - PCM lineal 5.1 (modo dock) - Estéreo (modo portátil) | - PCM lineal 5.1 (modo dock) - Estéreo (modo portátil) |                                                                                                |
| Micrófono                                                                                      | Micrófono integrado (monoaural) con cancelación de ruido | Micrófono integrado (monoaural) con cancelación de ruido |                                                                                                |
| El consumo de energía                                                                          | | |                                                                                                |
| I/O                                                                                            | Conector USB 2 conexión USB tipo C Estéreo de 3,5 mm y 4 polos (estándar CTIA) Sensor de brillo | Conector USB 2 conexión USB tipo C Estéreo de 3,5 mm y 4 polos (estándar CTIA) Sensor de brillo |                                                                                                |
|                                                                                                | Interno | SK hynix HN8T15DEHK |                                                                                                |
| Almacenamiento                                                                                 | Interno | eMMC NAND flash memory |                                                                                                |
| Almacenamiento                                                                                 | Interno | 256 GB (UFS) |                                                                                                |
| Almacenamiento                                                                                 | Ranura de expansión | Tarjetas de memoria MicroSD Express solo serán compatibles con esta consola, máxima capacidad de 2TB. |                                                                                                |
| Almacenamiento                                                                                 | Ranura de expansión | - Nintendo Switch Game Card (compatible) -1–64 GB - Nintendo Switch 2 Game Card -1-64 GB - Nintendo Switch 2 Game Key Card |                                                                                                |
| Dock                                                                                           | | |                                                                                                |
| Tamaño                                                                                         | Aproximadamente 115 mm × 201 mm × 51,2 mm En la altura se cuentan los 2 mm que añaden los pies de la parte inferior de la base. | Aproximadamente 115 mm × 201 mm × 51,2 mm En la altura se cuentan los 2 mm que añaden los pies de la parte inferior de la base. |                                                                                                |
| Peso                                                                                           | Aproximadamente 383 g | Aproximadamente 383 g |                                                                                                |
| Salida de audio                                                                                | Compatible con salida PCM lineal de 5.1 canales Salida mediante conector HDMI en modo TV Sonido Mono, Estéreo o Envolvente | Compatible con salida PCM lineal de 5.1 canales Salida mediante conector HDMI en modo TV Sonido Mono, Estéreo o Envolvente |                                                                                                |
| I/O                                                                                            | - Puertos USB: Dos puertos compatibles con USB 2.0 en el lateral. - Conectores de la consola USB C - Puerto del adaptador de corriente USB c - Puerto HDMI - Puerto LAN | - Puertos USB: Dos puertos compatibles con USB 2.0 en el lateral. - Conectores de la consola USB C - Puerto del adaptador de corriente USB c - Puerto HDMI - Puerto LAN |                                                                                                |
| Joy‑Con 2                                                                                      | | |                                                                                                |
| Tamaño                                                                                         | Aproximadamente 4,1 pulgadas de alto, 6,8 pulgadas de largo y 2,12 pulgadas de profundidad | Aproximadamente 4,1 pulgadas de alto, 6,8 pulgadas de largo y 2,12 pulgadas de profundidad |                                                                                                |
| Peso                                                                                           | Joy-Con 2 [L] 66 gramos Joy-Con 2 [R] 67 gramos | Joy-Con 2 [L] 66 gramos Joy-Con 2 [R] 67 gramos |                                                                                                |
| Botones                                                                                        | Joy-Con 2 [L] Stick izquierdo con boton Botones L ZL SL SR − ▲ ▼ ◀ ▶ Botón de captura O Botón de liberación Botón de sincronización Joy-Con 2 [R] Stick derecho con boton Botones A B X Y R ZR SL SR + Botón HOME 🏠︎ Botón de GameChat (boton c) C Botón de liberación Botón de sincronización | Joy-Con 2 [L] Stick izquierdo con boton Botones L ZL SL SR − ▲ ▼ ◀ ▶ Botón de captura O Botón de liberación Botón de sincronización Joy-Con 2 [R] Stick derecho con boton Botones A B X Y R ZR SL SR + Botón HOME 🏠︎ Botón de GameChat (boton c) C Botón de liberación Botón de sincronización |                                                                                                |
| Conexiones inalámbricas                                                                        | Joy-Con 2 [L] Bluetooth 3.0 Joy-Con 2 [R] Bluetooth 3.0/NFC | Joy-Con 2 [L] Bluetooth 3.0 Joy-Con 2 [R] Bluetooth 3.0/NFC |                                                                                                |
| Sensores                                                                                       | Joy-Con 2 [L] - Acelerómetro - Giroscopio - Sensor del mouse Joy-Con 2 [R] - Acelerómetro - Giroscopio - Sensor del mouse - Vibración | Joy-Con 2 [L] - Acelerómetro - Giroscopio - Sensor del mouse Joy-Con 2 [R] - Acelerómetro - Giroscopio - Sensor del mouse - Vibración |                                                                                                |
| Batería                                                                                        | Iones de litio recargables. Voltaje estándar: 3.7 V. | |                                                                                                |
| Batería                                                                                        | Capacidad: | 500 mAh., 1.9Wh. |                                                                                                |
| Duración de la batería                                                                         | Aproximadamente 20 horas *Esta es una estimación. La duración de la batería puede acortarse según el uso. | Aproximadamente 20 horas *Esta es una estimación. La duración de la batería puede acortarse según el uso. |                                                                                                |
| Tiempo de carga                                                                                | Aproximadamente 3 horas 30 minutos * Los controladores Joy-Con se cargan conectándolos a una consola o mango de carga conectado a una fuente de alimentación. | Aproximadamente 3 horas 30 minutos * Los controladores Joy-Con se cargan conectándolos a una consola o mango de carga conectado a una fuente de alimentación. |                                                                                                |
| Joy‑Con 2 Grip                                                                                 | | |                                                                                                |
| Tamaño                                                                                         | Aproximadamente 116 mm × 144 mm × 40,8 mm | Aproximadamente 116 mm × 144 mm × 40,8 mm |                                                                                                |
| Peso                                                                                           | Aproximadamente 95 g | Aproximadamente 95 g |                                                                                                |
| Batería                                                                                        | Iones de litio (Solo en Joy-Con 2 Charging Grip, no incluido en la consola) | Iones de litio (Solo en Joy-Con 2 Charging Grip, no incluido en la consola) |                                                                                                |
| I/O                                                                                            | USB-C, puntos de contacto para carga de los Joy‑Con (Se vende por separado) | USB-C, puntos de contacto para carga de los Joy‑Con (Se vende por separado) |                                                                                                |

## Software

### Distribución
Al igual que con su predecesora, los juegos para Nintendo Switch 2 se pueden obtener en formato físico y digital, y los juegos distribuidos físicamente se almacenan en tarjetas de juego propietarias que comparten un factor de forma similar con las utilizadas en Nintendo Switch. También, algunos juegos en formato físico serán llaves de descarga para poder descargar los juegos en tu consola, es decir, no contendrán la información del juego dentro, sin embargo, no podrás jugarlos sin la tarjeta dentro.

### Servicios en línea
Durante una reunión de inversores en noviembre de 2024, Nintendo confirmó que el servicio Nintendo Switch Online se mantendría en la Switch 2.
La Nintendo Switch 2 incluye una nueva función llamada GameChat, la cual te permite hablar con tus amigos mientras juegas directamente desde la consola (anteriormente se hacía por la app "Nintendo Switch Online").
La Nintendo Switch 2 permite utilizar GameShare para compartir juegos entre consolas.

### Nintendo Switch 2: Experience
El evento se realizó en varias partes del mundo en Norteamérica, Europa, Oceanía y Asia para probar la consola antes de su lanzamiento.
| Calendario Nintendo Switch 2: Experience | Calendario Nintendo Switch 2: Experience | Calendario Nintendo Switch 2: Experience  |
|                                          | Ciudad                                   | Fecha                                     |
| ---------------------------------------- | ---------------------------------------- | ----------------------------------------- |
| América                                  | Nueva York                               | 4 de abril de 2025 - 6 de abril de 2025   |
| América                                  | Los Ángeles                              | 11 de abril de 2025 - 13 de abril de 2025 |
| América                                  | Dallas                                   | 25 de abril de 2025 - 27 de abril de 2025 |
| América                                  | Toronto                                  | 25 de abril de 2025 - 27 de abril de 2025 |
| Europa                                   | París                                    | 4 de abril de 2025 - 6 de abril de 2025   |
| Europa                                   | Londres                                  | 11 de abril de 2025 - 13 de abril de 2025 |
| Europa                                   | Milán                                    | 25 de abril de 2025 - 27 de abril de 2025 |
| Europa                                   | Berlín                                   | 25 de abril de 2025 - 27 de abril de 2025 |
| Europa                                   | Madrid                                   | 9 de mayo de 2025 - 11 de mayo de 2025    |
| Europa                                   | Ámsterdam                                | 9 de mayo de 2025 - 11 de mayo de 2025    |
| Oceanía                                  | Melbourne                                | 10 de mayo de 2025 - 11 de mayo de 2025   |
| Asia                                     | Tokio                                    | 26 de abril de 2025 - 27 de abril de 2025 |
| Asia                                     | Hong Kong                                | 17 de mayo de 2025 - 18 de mayo de 2025   |
| Asia                                     | Seúl                                     | 31 de mayo de 2025 - 1 de junio de 2025   |
| Asia                                     | Taipeí                                   | 2 de julio de 2025 - 7 de julio de 2025   |

### Apoyo de terceros
En una encuesta realizada en la Game Developers Conference de enero de 2024 se preguntó a 3.000 desarrolladores independientes y AAA sobre la creación de juegos y las plataformas en las que participaban, de los cuales 250 individuos se identificaron como productores de juegos ya programados para Nintendo Switch 2, mientras que otro 32% de los encuestados expresó su interés en desarrollar para la consola. En mayo de 2024, Nintendo anunció sus intenciones de adquirir la desarrolladora Shiver Entertainment, con sede en Miami, a su anterior matriz Embracer Group, detallando la compañía en un comunicado que la fusión les permitía procurarse recursos internos especializados para el desarrollo y porteo de software, al tiempo que permitía al estudio continuar con sus compromisos con Nintendo Switch y otras plataformas. Bloomberg News informó más tarde de que la adquisición era para reforzar los esfuerzos de Nintendo a la hora de asegurar juegos de desarrolladores externos en la sucesora de Nintendo Switch, con Shiver ayudando a desarrolladores externos en la optimización de dichos títulos de plataformas competidoras. En septiembre de 2024, el desarrollador Pathea Games anunció My Time at Evershine, el sucesor espiritual de My Time at Portia (2019) y My Time at Sandrock (2023). En octubre de 2024, Playtonic Games anunció que su próximo remaster Yooka-Replaylee saldría en «plataformas Nintendo». En enero de 2025, múltiples informes corroborados alegaron que Microsoft Gaming apoyaría Switch 2 como parte de su estrategia de distribución multiplataforma en curso, incluyendo versiones actualizadas de su biblioteca existente de Nintendo Switch, y puertos de títulos adicionales de Xbox first-party como Halo: The Master Chief Collection y Microsoft Flight Simulator 2024 a la plataforma, entre otros juegos. Microsoft había firmado previamente un acuerdo con Nintendo para llevar futuras entregas de la franquicia Call of Duty a sus plataformas como parte de su oferta de adquisición de Activision Blizzard, que se hizo legalmente vinculante en febrero de 2023. Otros títulos de terceros como Final Fantasy VII Remake, Final Fantasy VII Rebirth y Metal Gear Solid Delta: Snake Eater también han sido anunciados para Nintendo Switch 2. La editora Ubisoft comentó que estaban «enamorados» de la consola tras su presentación ese mismo mes, y que para entonces tenían previsto introducir Assassin's Creed Mirage y Assassin's Creed Shadows en la consola durante su periodo de lanzamiento. También se encontraron listados potenciales de Tekken 8 y Red Dead Redemption 2 en el sitio web de un minorista francés en enero de 2025, lo que indica que esos juegos estarían presentes en la Switch 2.

### Compatibilidad con versiones anteriores
La Switch 2 será retrocompatible con la mayoría de los juegos existentes de Switch. Nintendo ha declarado que «Nintendo Switch es jugada por muchos consumidores, y hemos decidido que la mejor dirección a tomar sería que los consumidores pudieran jugar a su software ya comprado de Nintendo Switch en la sucesora de Nintendo Switch». La compañía dijo que algunos juegos pueden no ser totalmente compatibles o soportados por la Switch 2. Los rumores de febrero de 2024 indicaban que los desarrolladores podrían actualizar los juegos para aprovechar el nuevo hardware, aunque esto aún no se ha verificado.